# روبرتس بارثولو
روبرتس بارثولو أو روبرت بارثولو (28 نوفمبر 1831 – 10 مايو 1904) هو طبيب أمريكي وأستاذ في العديد من كليات الطب الأمريكية. اشتُهر بارثولو بتجاربه المطبقة على المريضة ماري رافيرتي التي تبلغ 30 عام من العمر. دخلت رافيرتي مستشفى غود ساماريتان في سينسيناتي، أوهايو، في عام 1874 إثر معاناتها من ثقب بقطر 2 بوصة (51 ملم) في جمجمتها ناجم عن قرحة جلدية سرطانية. بدأ بارثولو تجربته من خلال تطبيق التيار الكهربائي على طبقة الأم الجافية المكشوفة لدى رافيرتي باستخدام الأقطاب الكهربية الإبرية. أعطى بارثولو على إثر هذه التجربة تقريرًا تفصيليًا بالملاحظات الأولى حول كيفية تأثير التحفيز الكهربائي للدماغ في وظائف الجسم الحركية، إلا أنه أثار العديد من المخاوف الأخلاقية المتعلقة بالطريقة التي استخدمها في تطبيق تجاربه. دخلت رافيرتي في غيبوبة لمدة ثلاثة أيام لتلقَ منيتها في اليوم التالي لاستيقاظها إثر إصابتها بنوبة صرعة شديدة.

## تحديات الأبحاث الطبية
كان بارثولو أيضًا أحد رواد مجال البحث العلمي إذ اعتمد على منهج معزز لأهمية العلوم الأساسية، على عكس معاصريه من الباحثين الآخرين الذين اعتمدوا على التجريبية باعتبارها الطريقة المعيارية للحصول على البيانات والنتائج من التجارب. عُرف نهج بارثولو هذا باسم «النهج الفيزيولوجي» وروج لفكرة تطبيق الطب والأبحاث باعتبارهما نهجًا علاجيًا وليس كمسعى علمي صرف. من خلال أعمال بارثولو، أصبحت الأبحاث متشابكة مع الممارسة الطبية السريرية ما سمح بتمهيد الطريق أمام الاكتشافات الطبية اللاحقة في العصر الحديث.

## أعماله الرئيسية
تركزت أعمال بارثولو الرئيسية في مجال العلوم العصبية الذي درس فيه استثارية الدماغ عبر استخدام الأقطاب الكهربية. عمل بارثولو على فهم أقسام الدماغ المختلفة المسؤولة عن أفعال حركية معينة بالإضافة إلى تحديد مواضعها. ما يزال الشخص الذي نجح لأول مرة في تحفيز الدماغ باستخدام الأقطاب الكهربية أمرًا غير مؤكد، لكن ينسب بعض المؤرخين هذا العمل الفذ إلى بارثولو. طبق بارثولو العديد من التجارب المختلفة على النماذج الحيوانية. نُشر أحد أعماله الرئيسية المتعلقة بتحفيز الدماغ البشري باستخدام الأقطاب الكهربية في عام 1874 تحت عنوان الاستقصاءات التجريبية في وظائف الدماغ البشري. شرح هذا العمل بشكل تفصيلي القصة الطبية العائدة إلى المريضة مارتا رافيرتي التي عانت من ورم ظهاري مؤذ. أعطت رافيرتي موافقتها لبارثولو من أجل الخضوع لتحفيز الدماغ باستخدام الأقطاب الكهربية الميكروية. أكدت هذه التجربة النتائج السابقة التي وجدها علماء مثل غوستاف فريتش وإدوارد غيتزيغ عبر استخلاص المعرفة الطبية من النتائج الأولية للثدييات ذات المنزلة الأدنى وتطبيقها على الأفراد المشاركين في تلك الأبحاث. على الرغم من أهمية نتائجه واعتبارها من قبل كثيرين أساسًا لأبحاث العلوم العصبية، واجه بارثولو الكثير من الانتقادات لاستخدامه مارتا رافيرتي كموضوع اختبار وانتهاكه «العضو المقدس». كانت أعماله وما تزال محل نزاع من قبل العديد من اختصاصي أخلاقيات علم الأحياء في الجمعية الطبية الأمريكية.